# Karol Conka
Karoline dos Santos Oliveira (Curitiba, 1er janvier 1986) connue sous le nom de Karol Conka, est une rappeuse et compositrice brésilienne. Elle est reconnue pour ses chansons qui exaltent la force des femmes dans la société.

## Biographie

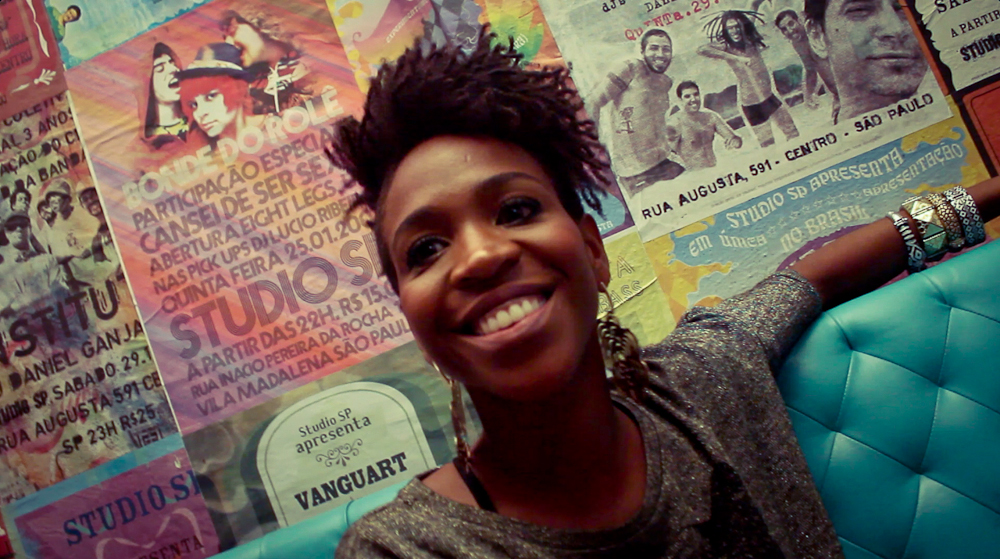
Karol Conka en février 2012.

Karoline dos Santos Oliveira est née dans une famille humble de Curitiba. Depuis son enfance, très inspirée par la figure de sa mère poétesse, elle écrit des chansons. Son nom de scène est venu sous l'influence de son père, qui lui a toujours dit de dire que son nom était "Carol avec K et non avec C". Elle a décidé d'utiliser cette expression comme nom artistique, créant à l'origine "Conká" ,,. 
À l'âge de 13 ans, elle participait déjà à des compétitions de danse contemporaine dans sa ville natale, remportant certaines d'entre elles. À cette époque, elle rêvait déjà d'être chanteuse. À l'âge de 16 ans, elle a participé et gagne un concours de rap scolaire et elle décida d'investir et de devenir professionnelle dans le domaine de la musique. Peu à peu, elle a construit sa carrière, devenant célèbre sur Internet, où elle a affiché ses clips ,. 
Sa rencontre avec Après MC Cadelis et Cilho, a donné naissance à  un quatuor nommé "Agamenon", et le groupe lance sa première  mixtape avec sept chansons, qui les rend connu du public. Pendant deux ans, ils se sont produits avec le collectif «Upground» avec Cadelis, Nairobi, Mike Fort, São Never, Holy War et Nel Sentimentum, faisant promotion de deux de ses  mixtapes. 
Elle a commencé sa carrière en tant que rappeuse à 17 ans, après avoir réussi à chanter professionnellement. À 19 ans, elle s'est retrouvée enceinte , poursuivant sa carrière et donnant naissance à un garçon, Jorge. Quelques mois plus tard, elle s'est séparé du père de son fils. 
Karol explique dans ses interviews que au  début de sa carrière, elle a subi beaucoup de préjugés pour être noire, mère célibataire   , mais que tout cela l'a renforcée. Elle a dû quitter la scène pour s'occuper de son fils, ne faisant que de petits spectacles. Quand son fils avait deux ans, elle a eu est une grave dépression, mais après quelques années de traitement psychologique, elle s'est améliorée. Quand son fils avait cinq ans, elle est retournée définitivement à la vie artistique. Célibataire, l'artiste apparaît finalement dans les médias avec un petit ami. 

## Carrière
En 2011, après avoir mis quelques chansons à disposition sur Myspace, Karol sort son premier EP intitulé "PROMO". Après quelques partenariats, notamment avec le rappeur Projota, dans la chanson "Não Falem!" en 2012 , elle rencontre Nave, qui était le producteur de son premier album " Batuk Freak ". Celui-ci est sorti en août 2013, avec des tubes comme "Boa Noite" (présent dans la bande originale du jeu vidéo FIFA 14), "Gandaia" et "Olhe-se". Le son correspondait parfaitement à sa proposition de faire un rap avec un son universel, combinant des rythmes lourds avec des timbres organiques, prenant des influences de la musique électronique, du funk carioca, du dubstep, du reggae, du R & B, de la soul et du coup. 
En 2013, Karol a reçu sa première statuette  au Multishow Award for Brazilian Music . Avec la sortie de la chanson "Tombei" avec le groupe Tropkillaz, en 2015, elle revient au palmarès, remportant la catégorie nouvelle chanson. La chanson en question est également devenue le thème d'ouverture de la série Chapa Quente, en 2016, avec Ingrid Guimarães et Leandro Hassum . L'année suivante, en 2017, la chanson "Bate a Poeira", de son premier album, devient le thème de la 25e saison de Malhação, sous-titrée Viva a Diferença. 
De par sa trajectoire, Karol Conka s'est imposée comme l'une des grands noms du rap et du mouvement féministe dans le pays, effectuant des spectacles dans le monde entier. 
Partenaire de grands artistes connus de la musique nationale, elle participe à plusieurs programmes télévisés brésiliens et à des publicités comme Caixa Econômica Federal , en 2016 et Volleyball Nestlé , en 2017.
En 2021 elle participe à Big Brother Brasil 21 (version brésilienne de Celebrity Big Brother). Elle est éliminée au bout de 30 jours.

## Vie privée
La chanteuse est ouvertement bisexuelle, ainsi que militante du mouvement féministe. 

## Discographie

### Albums studio
| Titre       | Détails de l'album                                                                   |
| ----------- | ------------------------------------------------------------------------------------ |
| Batuk Freak | - Sortie: 6 août 2013 - Label: Deckdisc - Formats: CD, download digital, Vinil.      |
| Ambulante   | - Sortie: 9 novembre 2018 - Label: Sony Music Brésil - Formats: CD, download digital |

### LP
| Titre       | Détails de l'album                                                    |
| ----------- | --------------------------------------------------------------------- |
| Karol Conka | - Sortie: 8 mars 2001 - Formats: à partir du téléchargement numérique |
| PROMO       | - Fabriqué: 2011 - Formats: téléchargement numérique D                |

### Singles
| Titre                                               | An   | Meilleures positions | Album                    |
| Titre                                               | An   | BRE                  | Album                    |
| --------------------------------------------------- | ---- | -------------------- | ------------------------ |
| "Boa Noite"                                         | 2011 | -                    | Batuk Freak              |
| "Gandaia"                                           | 2011 | -                    | Batuk Freak              |
| "Corre, corre Eré                                   | 2012 | -                    | Batuk Freak              |
| "Tombei"                                            | 2014 | 43                   | Non ajouté à aucun album |
| "É o Poder"                                         | 2015 | 29                   | Non ajouté à aucun album |
| "Maracutaia"                                        | 2016 | 68                   | Non ajouté à aucun album |
| "Tô Na Luta" (avec la participation de Joice Silva) | 2016 | -                    | Non ajouté à aucun album |
| "Farofei" (avec Boss In Drama)                      | 2017 | 32                   | Non ajouté à aucun album |
| "Lalá"                                              | 2017 | 36                   | Non ajouté à aucun album |
| "Bate a Poeira, Parte II"                           | 2017 | -                    | Non ajouté à aucun album |
| "Cabeça de Nego"                                    | 2018 | 20                   | Non ajouté à aucun album |
| "Kaça"                                              | 2018 | -                    | Ambulante                |
| "Vogue de Gueto"                                    | 2019 | -                    | Ambulante                |
| "Saudade"                                           | 2019 | -                    | Ambulante                |

### Collaborations
| An   | Chanson           | Artiste                               |
| ---- | ----------------- | ------------------------------------- |
| 2012 | "Jusqu'à l'aube"  | Luiz Melodia                          |
| 2012 | "Ne parlez pas"   | Projota                               |
| 2013 | "Démarrage"       | Buraka Som Sistema                    |
| 2013 | "Tout fou"        | Boss In Drama                         |
| 2015 | "Liste VIP"       | Boss In Drama                         |
| 2015 | "Dá1LIKE"         | Band Uó                               |
| 2016 | "Dans ma maison"  | Soul More Samba                       |
| 2016 | "Alors venez"     | Sons de conquête                      |
| 2016 | "100% féministe"  | MC Carol                              |
| 2018 | "Football Review" | Rincon Sapiência                      |
| 2018 | "Éclater"         | Djonga                                |
| 2019 | "Qui a joué"      | Partie de Drik Barbosa. Gloria Groove |
| 2020 | "Nacre"           | Capicua                               |

### Musique Publicitaire
| 2016 | Tô Na Luta (Joice Silva) - Sons Da Conquista (Boîte) | 2016 | So Come - Sons of Conquest (Boîte) | 2017 | Rolê É Nosso - Volleyball Nestlé |

## Télévision
| An          | Titre                      | Papier       | Remarque               | Diffuseur  |
| ----------- | -------------------------- | ------------ | ---------------------- | ---------- |
| 2016        | Plat chaud                 | Se           | Participation spéciale | Rede Globo |
| 2017 - 2018 | super belle                | Présentateur | 2 saisons              | GNT        |
| 2017        | Monsieur Brau              | Se           | Participation          | Rede Globo |
| 2021        | Big Brother Brasil 21      | Se           | Participation          | Rede Globo |
| 2024        | The Masked Singer Brasil 4 | Se           | Participation          | Rede Globo |

## Cinéma
| An   | Film        | Personnage |
| ---- | ----------- | ---------- |
| 2015 | JONAS: Film | Miria      |

## Prix et distinctions
| An   | Prix                                         | Catégorie                  | Indication           |
| ---- | -------------------------------------------- | -------------------------- | -------------------- |
| 2011 | Vidéo musicale Brésil                        | Pari                       |                      |
| 2013 | Rétrospective UOL                            | Rap national               |                      |
| 2013 | Prix Capricho                                | Chanteur national          | Se                   |
| 2013 | Prix de la musique brésilienne multishow     | Révélation                 | Se                   |
| 2014 | Worldwide Winners Awards                     | chanson de l'année         |                      |
| 2015 | Prix de la musique brésilienne multishow     | Nouveau succès             |                      |
| 2015 | Prix de la musique brésilienne multishow     | Meilleur clip              | "Tombei". Tropkillaz |
| 2015 | Prix de la musique brésilienne multishow     | Nouvelle chanson           | "Tombei". Tropkillaz |
| 2016 | ADN de la ballade                            | Meilleur chanteur national |                      |
| 2017 | Prix de l'événement musical féminin          | Meilleur chanteur          |                      |
| 2017 | Prix de l'événement musical féminin          | Meilleure musique          |                      |
| 2018 | Association des critiques d'art de São Paulo | Meilleure pochette d'album | Ambulante            |